# Johann Burgmann (Jurist)

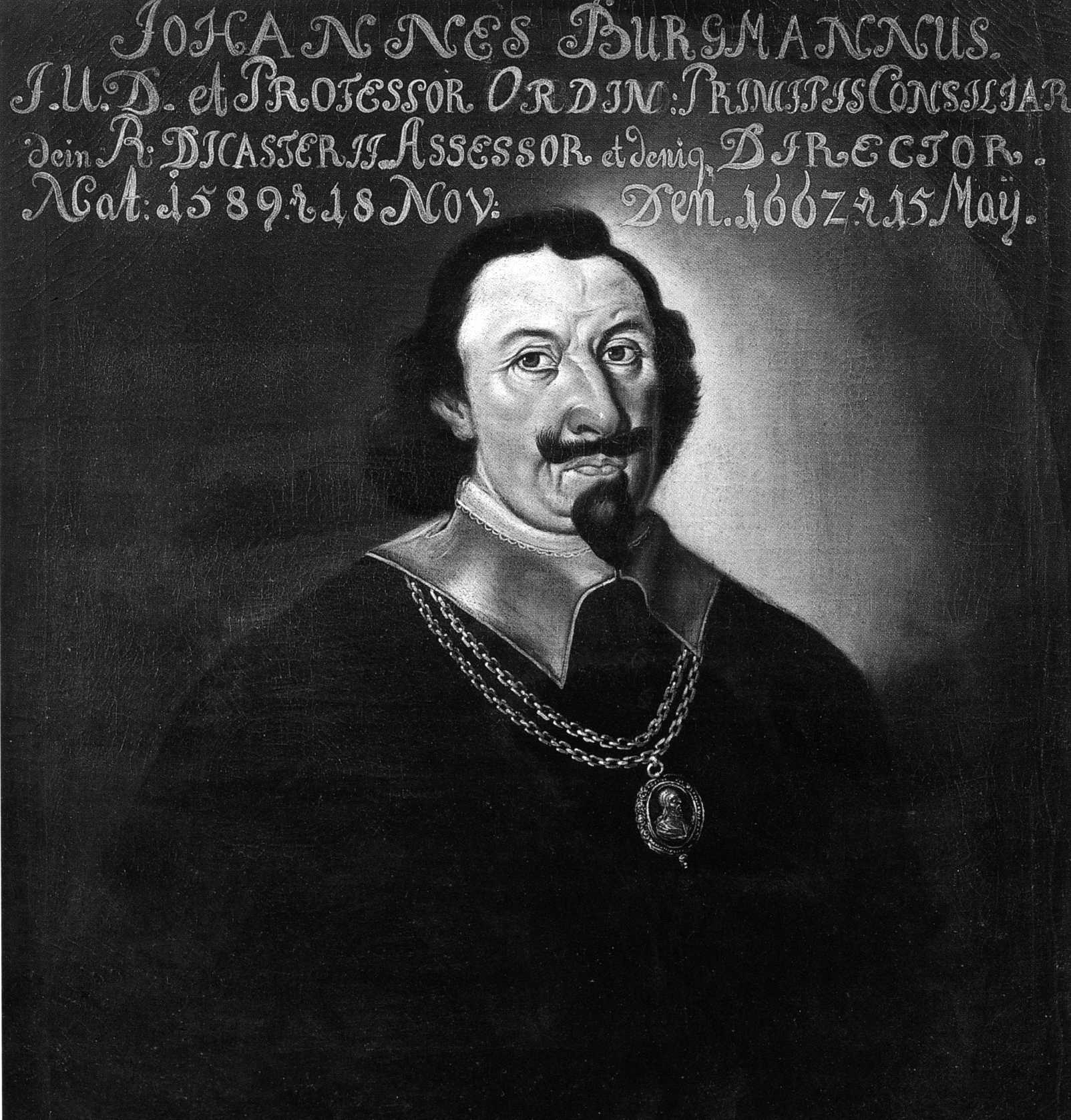
Johann Burgmann

Johann Burgmann (* 19. November 1589 in Greifswald; † 15. Mai 1662 ebenda) war ein deutscher Jurist und Hochschullehrer.

## Leben
Johann Burgmann war der Sohn des Protonotars am Wolgaster Hofgericht Joachim Burgmann und von Barbara Papke. Er besuchte die Wolgaster Stadtschule und danach das Gymnasium in Lübeck. Ab 1605 studierte er in Greifswald Jura. Danach begab er sich auf eine Bildungsreise und setzte seine Studien in Wittenberg und Altdorf fort.
Johann Burgmann war 1616 Sekretär am Hofgericht in Wolgast. 1622 erhielt er eine außerordentliche Professur an der Universität Greifswald. Im selben Jahr heiratete er Anna Runge (1601–1630).
Unter Beibehaltung seines Lehramtes wurde er 1630 ordentlicher Beisitzer (Assessor) des Hofgerichtes.
Bei der Besetzung Greifswalds durch kaiserliche Truppen wurde er schwer misshandelt und verlor seine Ehefrau. 1632 heiratete Burgmann die Witwe des Herzoglich Mecklenburgischen Quaestors, Joachim Milow, Sybilla Lange. Er stiftete 1650 eine neue Kanzel im Greifswalder Dom St. Nikolai, nachdem die alte beim Einsturz des Kirchturms zerstört worden war.
1656 wurde Burgmann Vizedirektor und 1661 Direktor des Hofgerichts.